# 桜野公園

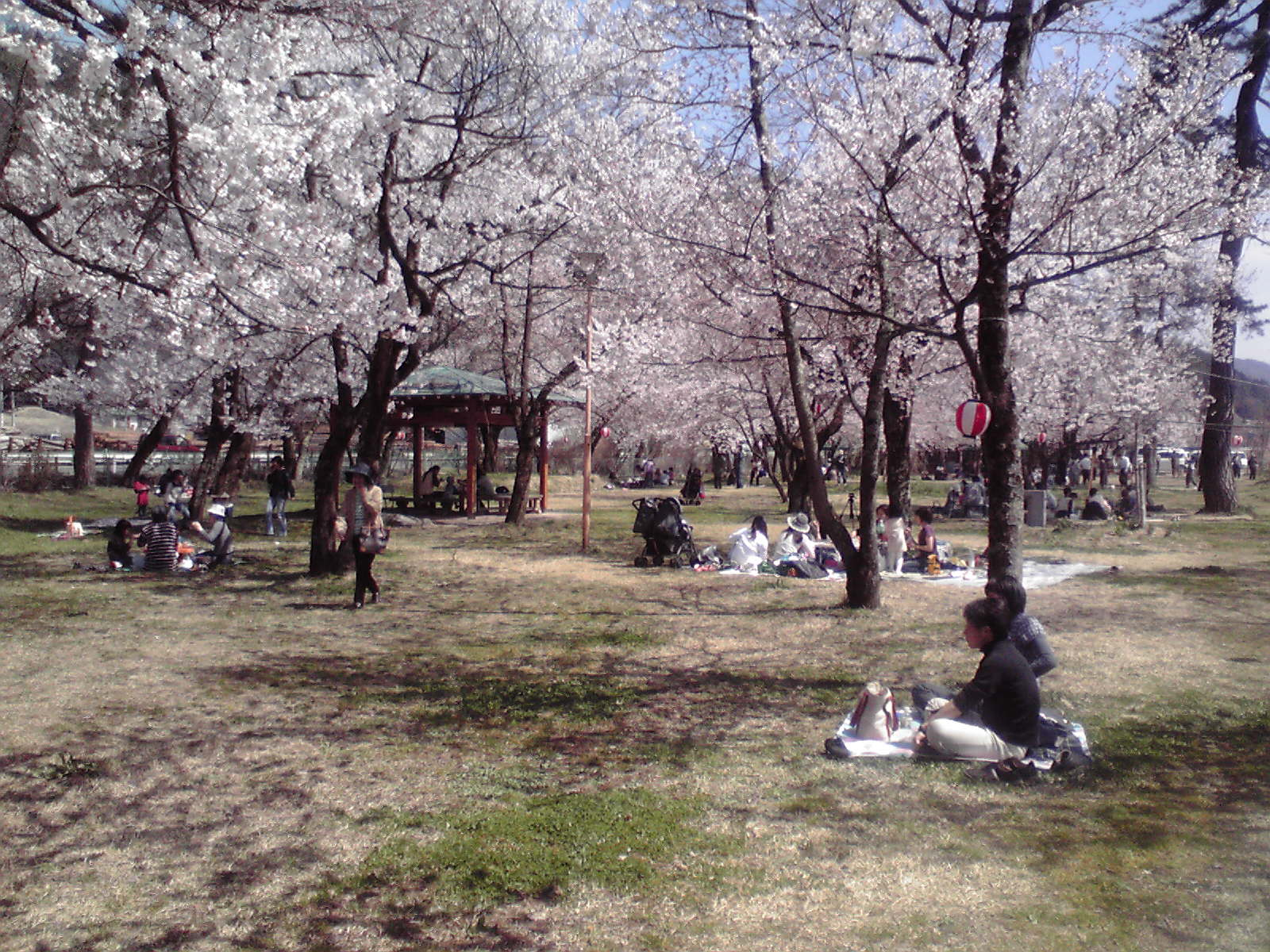
春の桜野公園

桜野公園（さくらのこうえん）は、岐阜県高山市にある公園。
江戸期からの名所で、「飛騨八景」の1つに数えられる。2003年に「飛騨・美濃さくら三十三選」に選定されている。

## 概要

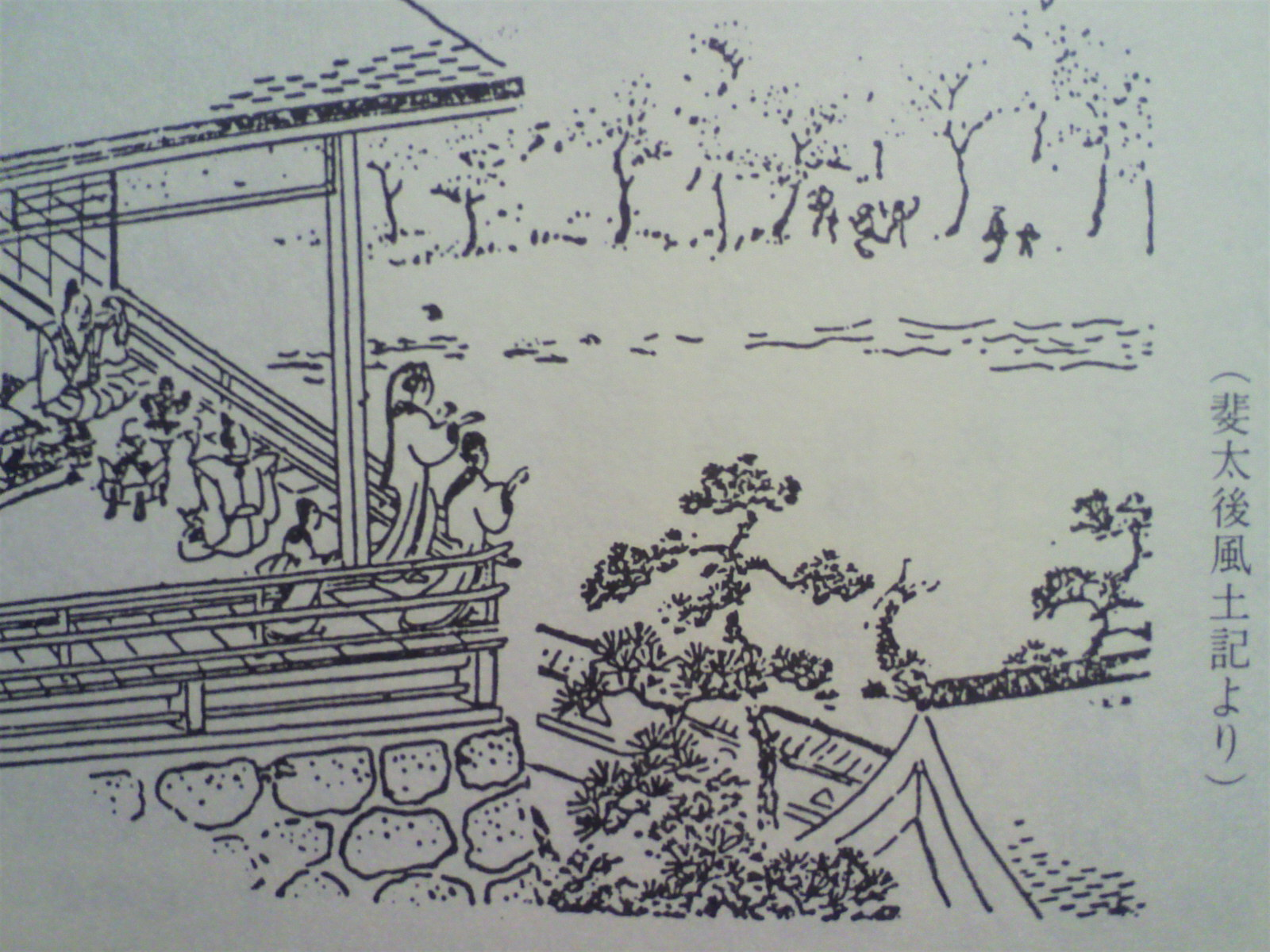
広瀬城からの花見（斐太後風土記の挿絵）

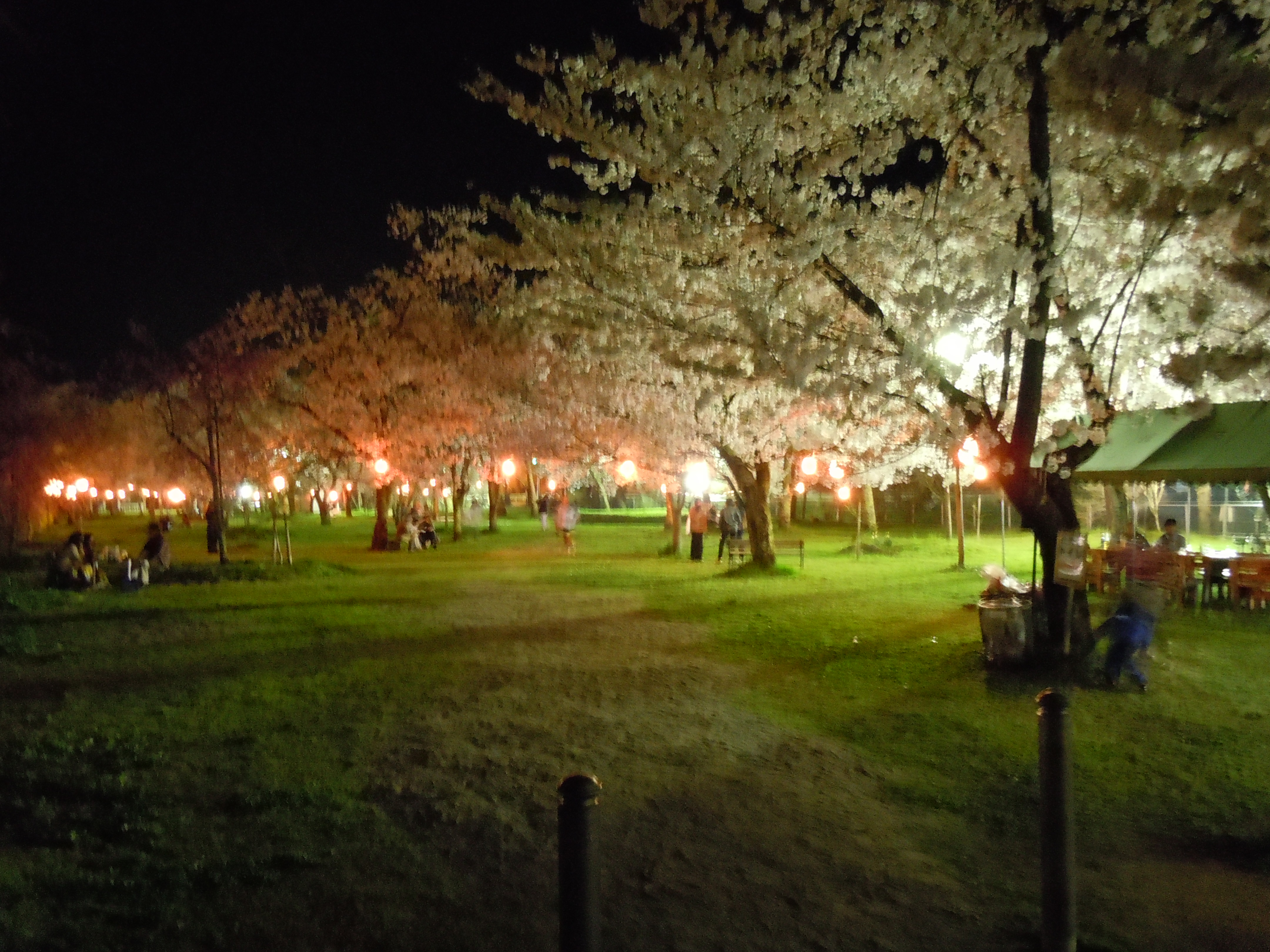
桜野公園の夜桜（ライトアップ時期）

「桜野」の起源は、戦国時代の武将で広瀬城城主・広瀬宗域が、大和国（現・奈良県）吉野山から7種類・およそ500本の桜苗を取り寄せて、城から一望できる宮川対岸の畔、現在の桜野公園一体に植えさせて花見を楽しんだとされ、その記述が「斐太後風土記」に挿絵とともに見られる。
飛騨郡代であった上倉信門が明和元年（1764年）に飛州十景図の和歌を詠んだ中に桜野があり、翌年に加賀千代女が、飛州十景図に「広瀬の桜狩」を詠んでいる。また、後年の郡代・大井永昌が多くの桜苗を補植し、その頃から広瀬桜として知れわたり名所となったが、高山県知事・梅村速水の改革の一環で行われた明治初年（1868年）の開墾で古木のほとんどが伐採されたほか、後年にも公園の脇を通る旧国道の拡幅工事による伐採などでその数が激減した。現在は地元の有志などで保存を推進し、ソメイヨシノやヤマザクラなど約300本が現存する。
開花時期になると宮川畔にひろがる桜並木はライトアップされ夜桜も楽しめる。
公園内には駐車場、公衆トイレ、遊具、あずまやなどのほか、民間経営の売店や食堂も併設される。

## 所在地
- 岐阜県高山市国府町広瀬町510番地1

## 周辺
- 石橋廃寺
- こう峠口古墳
- アピタ飛騨高山店

## 交通
- 高山本線飛騨国府駅より徒歩20分
- 飛騨国府駅前濃飛バス『国府駅前』停留所よりバス乗車5分。『桜野』停留所下車 徒歩すぐ
- 高山本線高山駅前高山濃飛バスセンターよりバス乗車20分。『桜野』停留所下車 徒歩すぐ
- 中部縦貫自動車道・高山ICより富山方面へ車で約10分